# Mesosemia tetrophthalma
Mesosemia tetrophthalma är en fjärilsart som beskrevs av Hans Ferdinand Emil Julius Stichel 1915. Mesosemia tetrophthalma ingår i släktet Mesosemia och familjen Riodinidae. Inga underarter finns listade i Catalogue of Life.